# Aldeia do Souto
Aldeia do Souto era una freguesia portuguesa del municipio de Covilhã, distrito de Castelo Branco.

## Localización
Aldeia do Souto se sitúa al norte del municipio, a 18 km de la cabecera, a los pies de la Serra dos Barreiros Brancos y limitada por el río Zêzere. 

## Historia
Perteneció entre 1835 y 1855 al entonces municipio de Valhelhas, del distrito de Guarda, pasando desde esa última fecha al municipio de Covilhã.
Fue suprimida el 28 de enero de 2013, en aplicación de una resolución de la Asamblea de la República portuguesa promulgada el 16 de enero de 2013 al unirse con la freguesia de Vale Formoso, formando la nueva freguesia de Vale Formoso e Aldeia do Souto.